# Kishō Taniyama
Kishō Taniyama (谷山 紀章?, Taniyama Kishō; Ube, 11 agosto 1975) è un doppiatore giapponese. Lavora per Ken Production ed è anche la voce del gruppo musicale GRANRODEO con il nome KISHOW.

## Doppiaggio

### Anime
- Basquash! (Falcon Lightwing)
- Bastard!! -Heavy Metal, Dark Fantasy- (Dark Schneider)
- Bleach (Kazeshini)
- Bobobo-bo Bo-bobo (Shou Mei)
- Bottle Fairy (Sensei-san)
- Bungo Stray Dogs (Nakahara Chuuya)
- Canvas 2 ~Niji iro no sketch~ (Shinichirō Yanagi)
- Chrome Shelled Regios (Sharnid Elipton)
- DanDaDan (Toshiro)
- DearS (Takeya Ikuhara)
- Hand Maid May (Juliano)
- Hatenkou Yuugi (Soresta)
- Busou Renkin (Shusui Hayasaka)
- Junjō romantica (Takahiro Takahashi)
- Ken il guerriero - La leggenda di Raoul il dominatore del cielo (Yuda)
- Kimi ga nozomu eien (Takayuki Narumi)
- Kinnikuman Perfect Origin Arc (Mr. Khamen)
- La Corda D'Oro (Len Tsukimori)
- Lamune (Kenji Tomosaka)
- La legge di Ueki (B.J. (Jun'ichi Baba))
- Le bizzarre avventure di JoJo: Diamond is Unbreakable (Fungami Yuya)
- Lei, l'arma finale (Take e Nakamura)
- L'attacco dei giganti (Jean Kirschtein)
- MegaMan NT Warrior serie (Swallowman.EXE)
- Midori Days (Seiji Sawamura)
- Nanatsuiro Drops (Natsume Kisaragi)
- Needless (Saten)
- One Piece (Puzzle)
- Ookiku Furikabutte (Azusa Hanai)
- Over Drive (Takeshi Yamato)
- Panty & Stocking with Garterbelt (Flat U. Lance)
- PetoPeto-san (Jeremy Moriguchi)
- Sensei no ojikan (Jōji Seki)
- Sfondamento dei cieli Gurren Lagann (Kittan Bachika)
- Shaman King (2021) (Zen Yoneda)
- Sleepy Princess in the Demon Castle (Hades)[1]
- Sky Girls (Ryohei Tachibana)
- Special A (Yahiro Saiga)
- The Good Witch of the West (Roland Eusis)
- Toaru Majutsu no Index (Stiyl Magnus)
- Uta no Prince-sama(Shinomiya Natsuki)
- X (Daisuke Saiki)
- Konjiki no Gash Bell!! (Albert)
- Zettai karen children (Sakaki)
- Zoids: Genesis (Ron Mangan)
- Pandora Hearts (Glen Baskerville)
- Pet (Tsukasa)

### Drama CD
- Hetalia: Axis Powers (Narratore)

### OAV
- Akane Maniax (Takayuki Narumi)
- Sky Girls (Ryōhei Tachibana)
- Enzai (Durer)
- Sensitive Pornograph (Hanasaki Sono)

### Film d'animazione
- Clover (Ran)

### Videogiochi
- Moonlight Syndrome (voci aggiuntive)
- Kimi ga nozomu eien (Takayuki Narumi)
- Enzai (Durer)
- Suikoden IV (Snowe)
- Togainu no Chi (Gunzi)
- Zettai Fukuju Meirei (Ashraf Ali Ibrahim)
- Tokimeki Memorial Girl's Side: 2nd Kiss (Tarou Majima)
- Kiniro no Corda (Len Tsukimori)
- Yo-Jin-Bo (Kasumimaru Fuuma)
- Yume miru kusuri (Hirofumi Tsubaki)
- Mega Man ZX Advent (Vulturon the Condoroid)
- Legends of the Dark King (Yuda)
- Full Metal Daemon: Muramasa (Raicho Imagawa)
- Nine Hours, Nine Persons, Nine Doors (Santa/Aoi Kurashiki)
- Catherine (Toby Nebbins)
- Super Robot Wars Z2: Destruction Chapter (Kittan Bachika)
- Shin Megami Tensei: Devil Survivor Overclocked (Naoya)
- Super Robot Wars Z2: Rebirth Chapter (Kittan Bachika)
- Granblue Fantasy (Aoidos, Benjamin, Sho)
- Super Robot Wars Z3: Hell Chapter (Kittan Bachika)
- Fate/Grand Order (Berserker/Mori Nagayoshi)
- A.O.T.: Wings of Freedom (Jean Kirschtein)
- Fire Emblem Heroes (Gray)
- Fire Emblem Echoes: Shadows of Valentia (Gray)
- Occultic;Nine (Kiryu Kusakabe)
- A.O.T. 2 (Jean Kirschtein)
- Super Robot Wars X (Kittan Bachika)
- Dragalia Lost (Valerio)
- Catherine: Full Body (Toby Nebbins)
- Pokémon Masters EX (Ginepro)
- Monster Hunter Rise (Utsushi)
- Shin Megami Tensei V (Ichiro Dazai)
- JoJo's Bizarre Adventure: All Star Battle R (Fungami Yuya)
- Shin Megami Tensei V: Vengeance (Ichiro Dazai)
- Gundam Breaker 4 (Kuro Cante)